# Phyllanthus mendesii
Phyllanthus mendesii är en emblikaväxtart som beskrevs av Jean F.Brunel. Phyllanthus mendesii ingår i släktet Phyllanthus och familjen emblikaväxter. Inga underarter finns listade i Catalogue of Life.